# Yesterday I Heard the Rain
Yesterday I Heard the Rain è un album in studio del cantante statunitense Tony Bennett, pubblicato nel 1968.

## Tracce
1. Yesterday I Heard the Rain (Esta tarde vi llover)
2. Hi-Ho
3. Hushabye Mountain
4. Home Is the Place
5. Love Is Here to Stay
6. Get Happy
7. Fool of Fools
8. I Only Have Eyes for You
9. Sweet Georgie Fame
10. Only the Young
11. There Will Never Be Another You